# Всеафриканская конференция церквей
Всеафриканская конференция церквей (англ. All Africa Conference of Churches, AACC, фр. Conférence des Églises de toute l'Afrique, CETA) — экуменическое сообщество, объединяющее церкви Африки.
Головной офис конференции находится в Найроби, Кения. Региональный офис — в Ломе, Того. У конференции также есть отделение в Аддис-Абебе, Эфиопия, для связи с Африканским Союзом. Конференц-центр Десмонда Туту в Найроби является филиалом конференции.

## История
В 1958 году пресвитерианец Акану Ибиам предложил создать конференцию христианских организаций и церквей Африки. На первой ассамблее 20 апреля 1963 года в Кампале, Уганда, организация получила название «Всеафриканская конференция церквей». Темой учредительной конференции была «Свобода и единство во Христе» о колониализме в Африке. Всеафриканская конференция церквей сопровождала церкви в их участии в процессах деколонизации и государственного строительства обретающих независимость государств Африки. Конференция способствовала ликвидации апартеида в Южной Африке.
Конференция продолжает поддерживать церкви в решении актуальных проблем Африки и обеспечивать платформу для коллективного голоса и действия религиозных деятелей региона. Основные направления деятельности — теология, миссионерство и евангелизация, экуменическое движение и межконфессиональные отношения. Основные вопросы повестки дня включают преодоление бедности, предотвращение распространения ВИЧ/СПИД и международные отношения. Конференция участвует в процессе реконфигурации экуменических отношений и сотрудничества на континенте путем интеграции церквей, национальных советов, предоставления субрегиональных стипендий.
Конференция отпраздновала свое 50-летие юбилейной ассамблеей, состоявшейся с 3 по 9 июня 2013 года в Кампале.

## Члены
В состав AACC входят 204 члена из 43 африканских стран. Членами являются церкви, национальные христианские советы, теологические и светские учебные заведения, другие христианские организации. Конференция разделила континент на пять административных субрегионов: Северная Африка (5 стран), Восточная Африка и Индийский океан (7 стран), Южная Африка (10 стран), Центральная Африка (8 стран) и Западная Африка (10 стран).